# Moses Masuwa
Moses Masuwa (ur. 30 lipca 1971, zm. 27 kwietnia 1993 w okolicy Libreville) – zambijski piłkarz grający na pozycji napastnika. Reprezentant kraju.

## Życiorys
Występował w klubach Kabwe Warriors, Green Buffaloes FC, Nitrogen Stars FC i Railway Express FC. Zginął w katastrofie lotniczej w Gabonie, będąc w składzie reprezentacji Zambii w piłce nożnej. Łącznie zginęło 30 piłkarzy, którzy lecieli do Senegalu na mecz eliminacyjny do MŚ 1994. Samolot rozbił się 500 m od wybrzeży Gabonu.
W eliminacjach do Mistrzostw Świata w 1994 wystąpił w wyjazdowym meczu z Namibią w Windhuku, wygranym przez Zambię 4:0.